# Terrassenbau Davenstedt

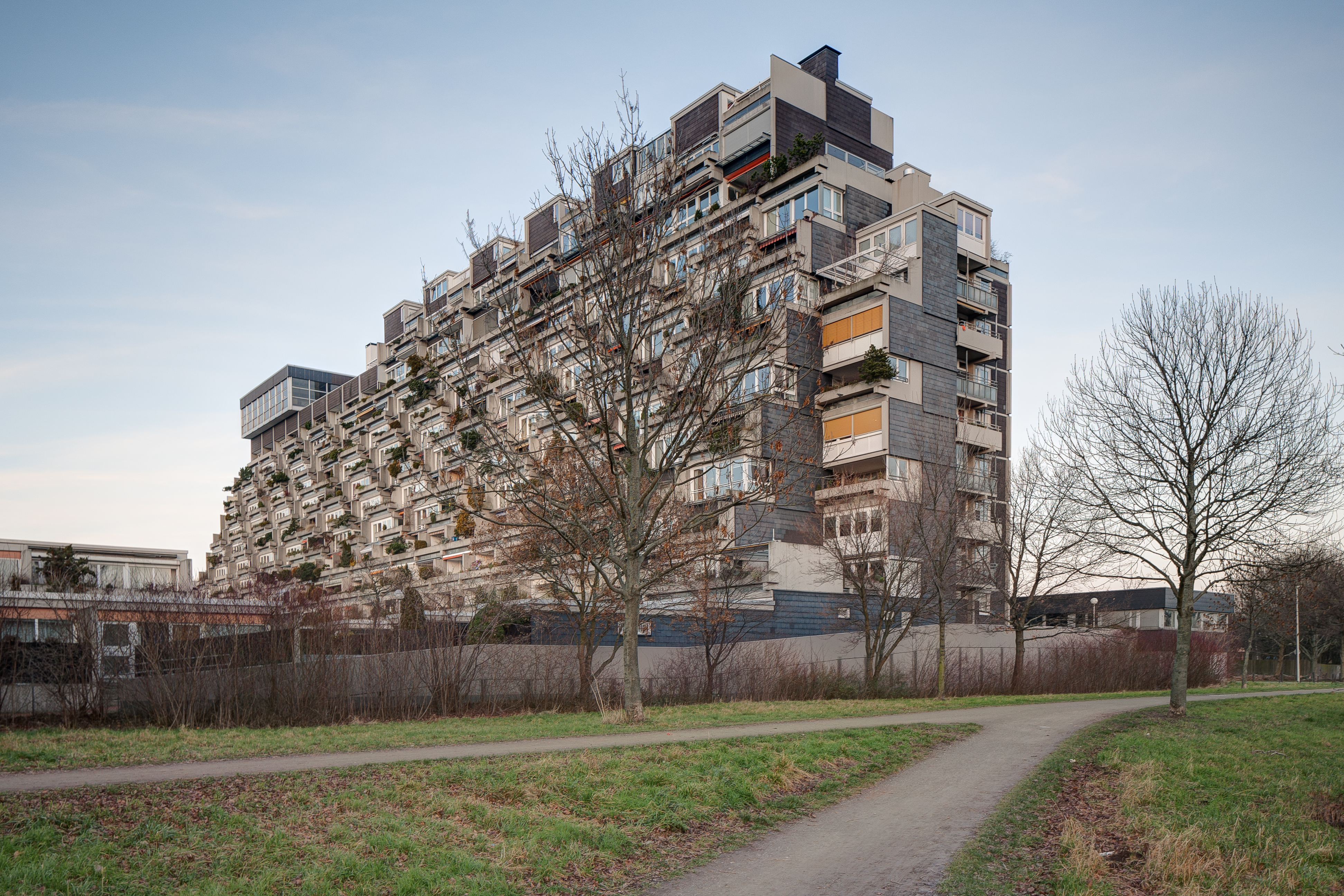
Das nach Westen abgetreppte Hochhaus mit versetzten Maisonetten und bauseitigen Pflanztrögen

Der Terrassenbau Davenstedt in Hannover, auch Terrassenhaus am Wegsfeld genannt, ist ein Hochhaus im Stadtteil Davenstedt an der Langreder Straße mit den Adressen Wegsfeld 40–40k und Lehmannstraße 11–21b. Das Gebäude wurde in den Jahren 1971 bis 1973 nach Plänen des Architekten Horst Küthe errichtet.

## Baubeschreibung

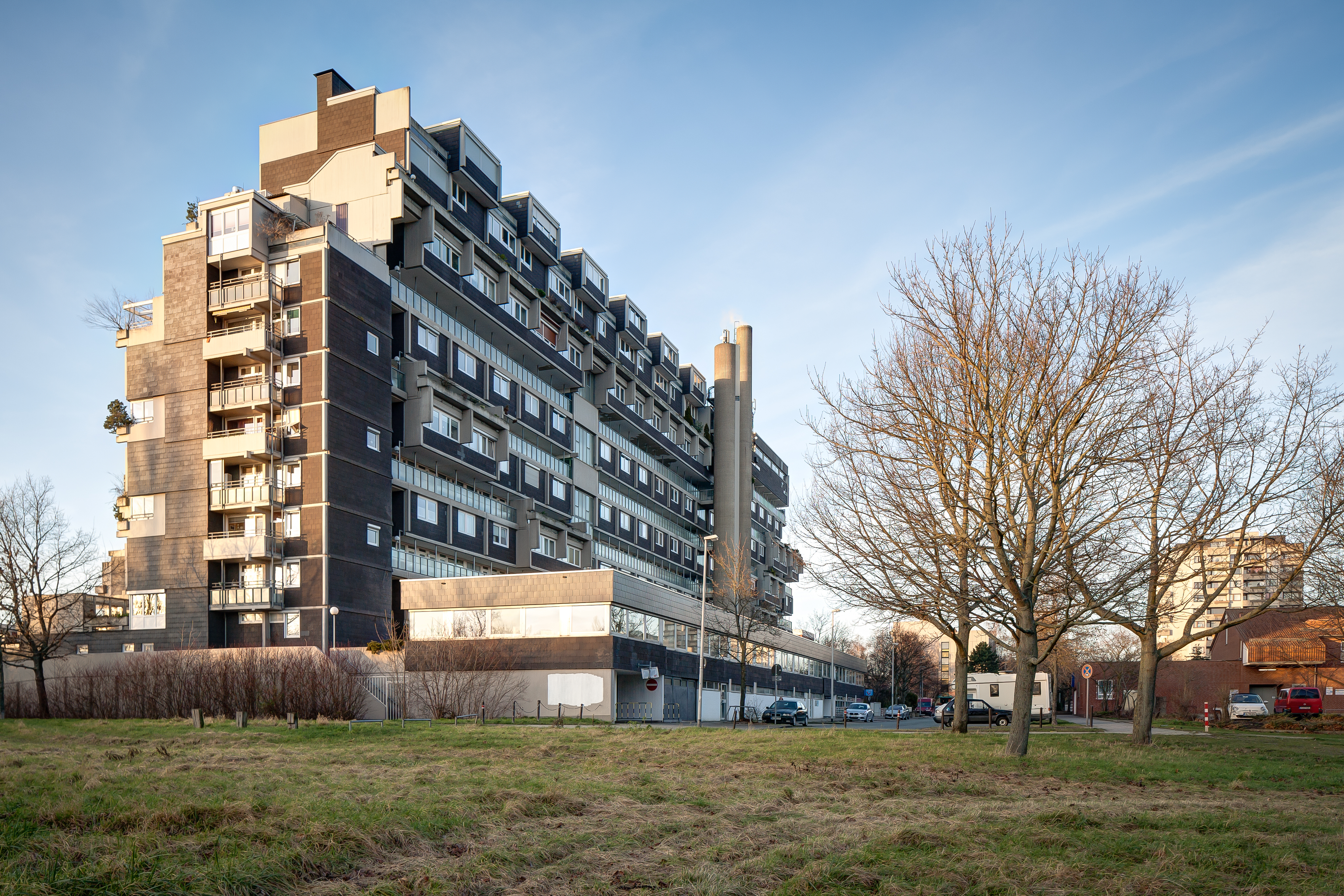
Blick auf die Süd- und Ostwand des Wohnriegels

Der Stahlbetonschottenbau mit seinen elf Geschossen ist nach Westen abgetreppt und staffelt sich nach oben hin um etwa ein Drittel seiner Tiefe zurück. Die nordsüdliche Ausrichtung des Terrassenhauses, das im Osten, Norden und Süden mit schwarzem Eternit verkleidet wurde, ermöglicht eine gleichmäßige Besonnung der einzelnen Maisonette-Wohnungen. Durch deren versetzte Anordnung über den östlichen Laubengängen ist eine gegenseitige Einsichtnahme in den Wohnbereich der Nachbarn ausgeschlossen.
Die Begrünung der großteils verglasten Fassade im Westen erfolgt individuell durch bauseitige Pflanztröge.
Zu den Gemeinschaftseinrichtungen zählt neben einer Tiefgarage und diversen Ladengeschäften ein Schwimmbad sowie verschiedene Clubräume.
Westlich des Wohnriegels schließt ein Wohngebiet aus ein- bis zweigeschossigen flachgedeckten Atrium-Reihenhäusern an.